# Euphorbia charleswilsoniana
Euphorbia charleswilsoniana es una especie fanerógama perteneciente a la familia Euphorbiaceae. Es endémica de Etiopía.  

## Descripción
Es una pequeña planta con hojas carnosas. Planta geófita cercana a Euphorbia cryptocaulis pero que difiere en una serie de características.

## Ecología
Su hábitat es más seco a menor altitud que E. cryptocaulis.

## Taxonomía
Euphorbia charleswilsoniana fue descrita por Vítezslav Vlk y publicado en Kaktusy; Zpravodaj Svazu Ceskych Aktusaru. Brno 33(2): 47. 1997.
Etimología
Euphorbia: nombre genérico que deriva del médico griego del rey Juba II de Mauritania (52 a 50 a. C. - 23), Euphorbus, en su honor – o en alusión a su gran vientre –  ya que usaba médicamente Euphorbia resinifera. En 1753 Carlos Linneo asignó el nombre a todo el género.
charleswilsoniana: epíteto otorgado en honor del entusiasta de las plantas sudafricano; Charles Wilson que recolectó la planta.
Sinonimia
- Euphorbia wilsonii V.Vlk[5][6]